# Thièvres (Somme)

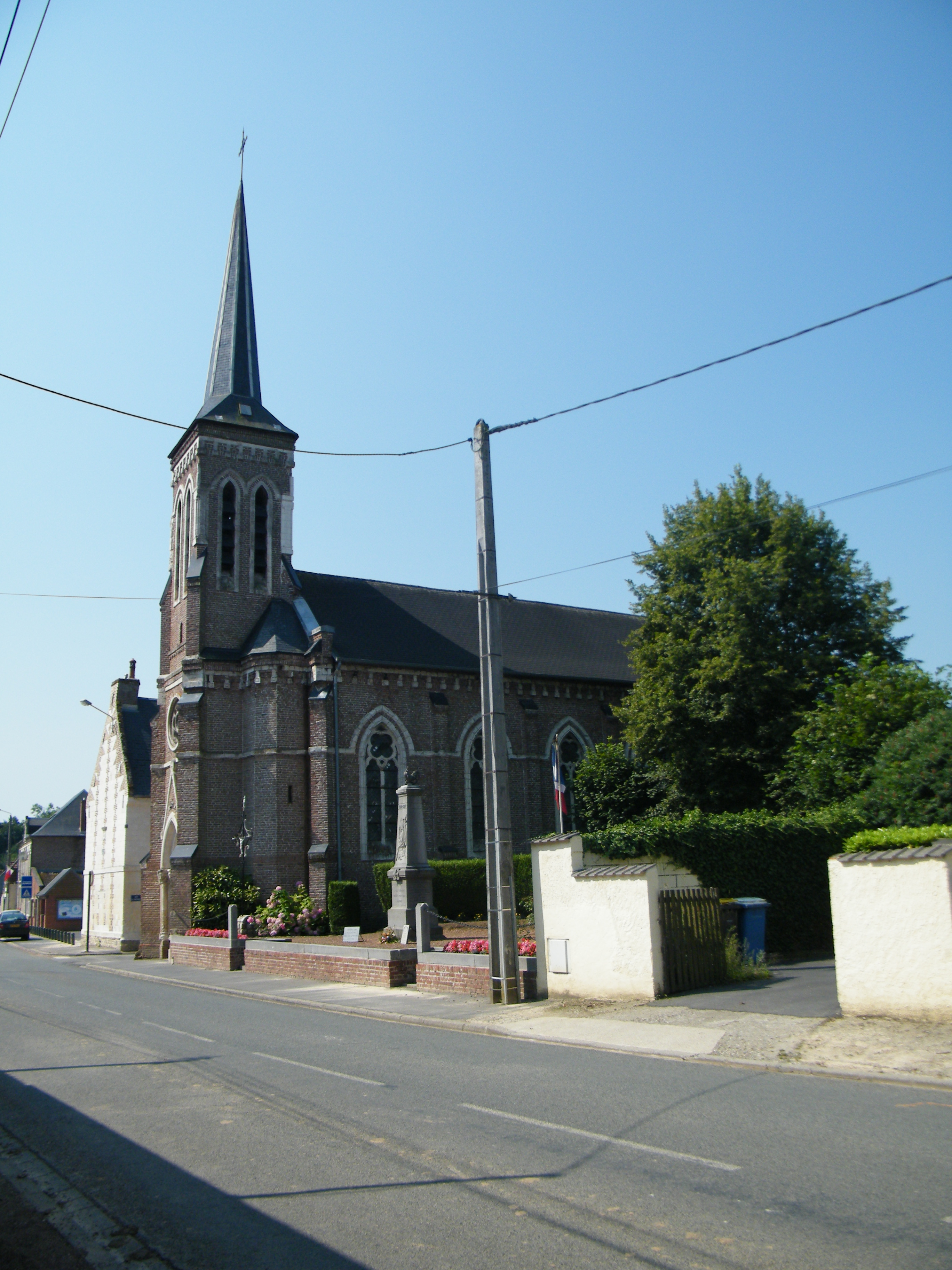
Kirche in Thièvres

Thièvres (picardisch: Tieufe) ist eine nordfranzösische Gemeinde mit 57 Einwohnern (Stand 1. Januar 2022) im Département Somme in der Region Hauts-de-France. Die Gemeinde gehört zum Kanton Albert und ist Teil der Communauté de communes du Pays du Coquelicot.

## Geographie
Thièvres im Tal der Authie an deren Zusammenfluss mit dem Bach Quilliene (Kilienne) bildet zusammen mit der größeren Gemeinde Thièvres (Pas-de-Calais) einen einheitlichen Siedlungskomplex; die Départementsstraße D11 (im Département Pas-de-Calais D1) trennt die beiden Gemeinden.

## Einwohner
| 1962 | 1968 | 1975 | 1982 | 1990 | 1999 | 2006 | 2010 |
| ---- | ---- | ---- | ---- | ---- | ---- | ---- | ---- |
| 74   | 70   | 54   | 55   | 46   | 44   | 51   | 61   |

## Verwaltung
Bürgermeister (maire) ist seit 2001 Max Coffigniez.

## Persönlichkeiten
- Pierre-Joseph Porion, seit 1791 Konstitutioneller Bischof des Pas-de-Calais, wurde 1743 hier geboren.